# Dolichosaccus ischyrus
Espèce
Dolichosaccus ischyrus est une espèce de trématodes de la famille des Telorchiidae.

## Hôtes
Cette espèce parasite la Rainette de White (Dryopsophus caeruleus) et Limnodynastes dorsalis,.